# Georg Petersen
Georg Diedrich Asmus Petersen (født 2. oktober 1820 i København, død 20. december 1900 sammesteds) var en dansk grosserer.
Petersen var søn af grosserer Friedrich Erasmi Petersen og Wilhelmine Caroline Langreuter. Han gik på Borgerdyd skole på Christianshavn, og fik en handelsuddannelse i faderens firma, Fried. E. Petersen, og i et stort handelshus i Hamborg.
I 1846 blev han medindehaver af Fried. E. Petersen, og efter faderens død i 1864, eneindehaver. Firmaet, som handlede med korn og islandske varer, havde kontor  i en ejendom på Nyhavn Nr. 63, som Petersens fader havde købt i 1818.
Efter Georg Petersens død blev firmaet afviklet og den gamle købmandsgård solgt. En del af den efterladte formue blev brugt til et legat, der bærer ægteparret Petersens navn.

## Andre hverv
I 1860 blev Petersen medlem af Privatbankens bankråd og i 1886 valgtes han til formand, en stilling han beholdt til sin død. Fra 1863 til 1881 var han medlem af Grosserersocietetets komité, og fra 1870 til 1884 var han delegeret i forsikringsselskabet De Private Assurandører, og derefter kommitteret. Da aktieselskabet Nordisk Brandforsikring stiftedes i september 1897, blev han formand for styrelsen.
Petersen kom næsten dagligt på Børsen, og i december 1885 blev han udnævnt til etatsråd. I 1892 blev han udnævnt til Ridder af Dannebrog og i 1897 til Dannebrogsmand.
Georg Petersen blev gift med Caroline Weidemann den 27 maj 1847. Ægteparret fik ingen børn, men havde en adoptivdatter.
Petersen er afbildet på P. S. Krøyers maleri Fra Københavns Børs.